# 東札幌
東札幌（ひがしさっぽろ）は、北海道札幌市白石区にある地名。

## 概要
- 地区内を北海道道3号札幌夕張線（南郷通）が通り、北海道道89号札幌環状線（環状通）と接している。
- 移住に際して札幌本府道（現在の米里行啓通）を建設したが、本通（国道12号）に対して横道にあるので、よこちょう（横丁または横町）と呼ばれた。
- 札幌本府道に沿うように本通から南郷通までの間を7分割し14戸がそれぞれ移住してきた。

## 歴史
- 1872年（明治5年）までの歴史については、白石区#歴史参照。
- 1872年（明治5年）3月（旧暦）：白石村右1番～7番、左1番～7番（現在の国道12号を中心として、白石公園から札幌コンベンションセンターにかけての地域）の住民14戸が移住[3]し横町と名付ける。春の雪解けによる水害で、元の場所に住むことができなくなったことによる移住である。
- 1926年（大正15年）8月21日：北海道鉄道東札幌駅の開業。
- 1950年（昭和25年）：札幌郡白石村が札幌市に編入。
- 1960年（昭和35年）：町名変更で東札幌と改称する。
- 1976年（昭和51年）6月10日：地下鉄東西線開通により白石駅、東札幌駅の開業。

## 隣接地区
- 東：栄通、南郷通
- 西：菊水
- 南：豊平区豊平
- 北：中央

## 住所
| 町丁                  | 郵便番号 |
| --------------------- | -------- |
| 東札幌1条1丁目～6丁目 | 003-0001 |
| 東札幌2条1丁目～6丁目 | 003-0002 |
| 東札幌3条1丁目～6丁目 | 003-0003 |
| 東札幌4条1丁目～6丁目 | 003-0004 |
| 東札幌5条1丁目～6丁目 | 003-0005 |
| 東札幌6条1丁目～6丁目 | 003-0006 |

## 主要道路
- 北海道道3号札幌夕張線（南郷通）：地区内を北西から南東に抜ける。
- 北海道道89号札幌環状線（環状通）：栄通、南郷通との境界。
- 米里行啓通：地区内を南西から北東に抜ける。

## 河川
- 望月寒川

## 主な施設等
- 札幌コンベンションセンター（東札幌6-1）
- 日本年金機構北海道事務センター（東札幌3-1）
- イオン東札幌店（東札幌3-2）
- ラソラ札幌（東札幌3-1）
- マックスバリュ東札幌店（東札幌4-1）
- 明治札幌工場[4]（東札幌1-3）

## 教育

### 中学校
- 市立
  - 札幌市立日章中学校（東札幌4-5）

### 小学校
- 市立（東札幌地区が学区に含まれる学校も記載）
  - 札幌市立東札幌小学校（東札幌4-5）
  - 札幌市立東園小学校（豊平区豊平1-12）
  - 札幌市立豊園小学校（豊平区美園1-4）

## 交通機関
- 札幌市営地下鉄東西線
  - 白石駅（東札幌2-6）
  - 東札幌駅（東札幌2-2）